# Skolskjutningen i Örebro 2025
Skolskjutningen i Örebro 2025 var en skolmassaker som inträffade den 4 februari 2025 vid komvuxskolan Campus Risbergska i stadsdelen Västhaga i Örebro.
Med elva döda, inklusive gärningsmannen, var skjutningen den mest omfattande med dödlig utgång i Sverige och den allvarligaste attacken mot en skola sedan skolattacken i Trollhättan 2015.

## Dådet
Klockan 07:47 den 4 februari sågs gärningsmannen anlända med buss till en hållplats en bit ifrån Campus Risbergska, bärande på IKEA-kassar och med ett gitarrfodral på ryggen. Klockan 11:30 syntes han på skolområdet. Var han befann sig eller gjorde däremellan är fortfarande oklart.
Klockan 12:33 larmades 112 om skottlossning från Campus Risbergska. Larmoperatörerna på SOS Alarm kunde själva höra skottlossningen och insåg att det var en katastrofsituation och 12:39 var polis på plats. Minuten efter gick polisen in i skolan, och de blev strax därefter beskjutna med hagelskott av gärningsmannen. Klockan 12:45 avlossades det sista skottet, som gärningsmannen riktade mot sig själv.  Han hittades avliden vid 13:40. Vid 17:40 avslutades sökinsatsen efter fler gärningsmän och polisen förklarade faran över på skolan, som kunde utrymmas av oskadda personer. Totalt 11 personer hade då avlidit i samband med attentatet, inklusive den misstänkte gärningsmannen, och flera ytterligare personer hade skadats. Sex personer fördes till Universitetssjukhuset Örebro och myndigheterna varnade för att antalet dödsoffer kunde stiga.
Totalt 70 skott avlossades och tre rökgranater avfyrades under dådet. Gärningsmannen hade fler än 100 patroner kvar efter att han tog sitt liv, och polisen anser att deras ingripande aktivt avbröt massakern.
I samband med skjutningen inrymdes elever på flera skolor i närområdet och i Örebro stad, och krisstöd aktiverades. Hagakyrkan i Örebro fungerade som uppsamlingsplats, där stödpersonal fanns tillgänglig för att hjälpa de drabbade.
Både statsminister Ulf Kristersson och justitieminister Gunnar Strömmer beskrev attentatet som den dödligaste masskjutningen i Sveriges historia.

## Gärningsman och motiv

Övervakningsfoto på gärningsmannen Rickard Andersson på väg till Campus Risbergska innan attacken.

Polisen bedömde tidigt att den misstänkte gärningsmannen handlade på egen hand, men utreder motivet i samarbete med Säkerhetspolisen. De hade efter ett par dagar inte funnit några kopplingar till vare sig organiserad brottslighet eller terrorism, och offren verkar ha varit slumpvis utvalda.
Dagen efter dådet uppgav medier att den misstänkte gärningsmannen var Rickard Andersson, född 10 augusti 1989 i Almby i Örebro. Han föddes som Jonas Rickard Simon och växte upp i Örebro, men bytte namn till Rickard Andersson 2017.
Andersson genomgick en jägarexamen 2011 och hade licens för fyra vapen, varav tre av dessa hittades på brottsplatsen. Han hade gått kurser i matematik på Campus Risbergska vid flera tillfällen mellan 2013 och 2021.
Polisen presenterade sin utredning den 16 maj. Motivet var inte ideologiskt eller politiskt. Istället fastställdes att motivet var en vilja att ta sitt liv, kopplat till gärningsmannens livssituation och frustration.
Förundersökningen lades ner den 2 juni eftersom den enda misstänkte gärningsmannen hade avlidit och då kan åtal inte väckas.

## Reaktioner

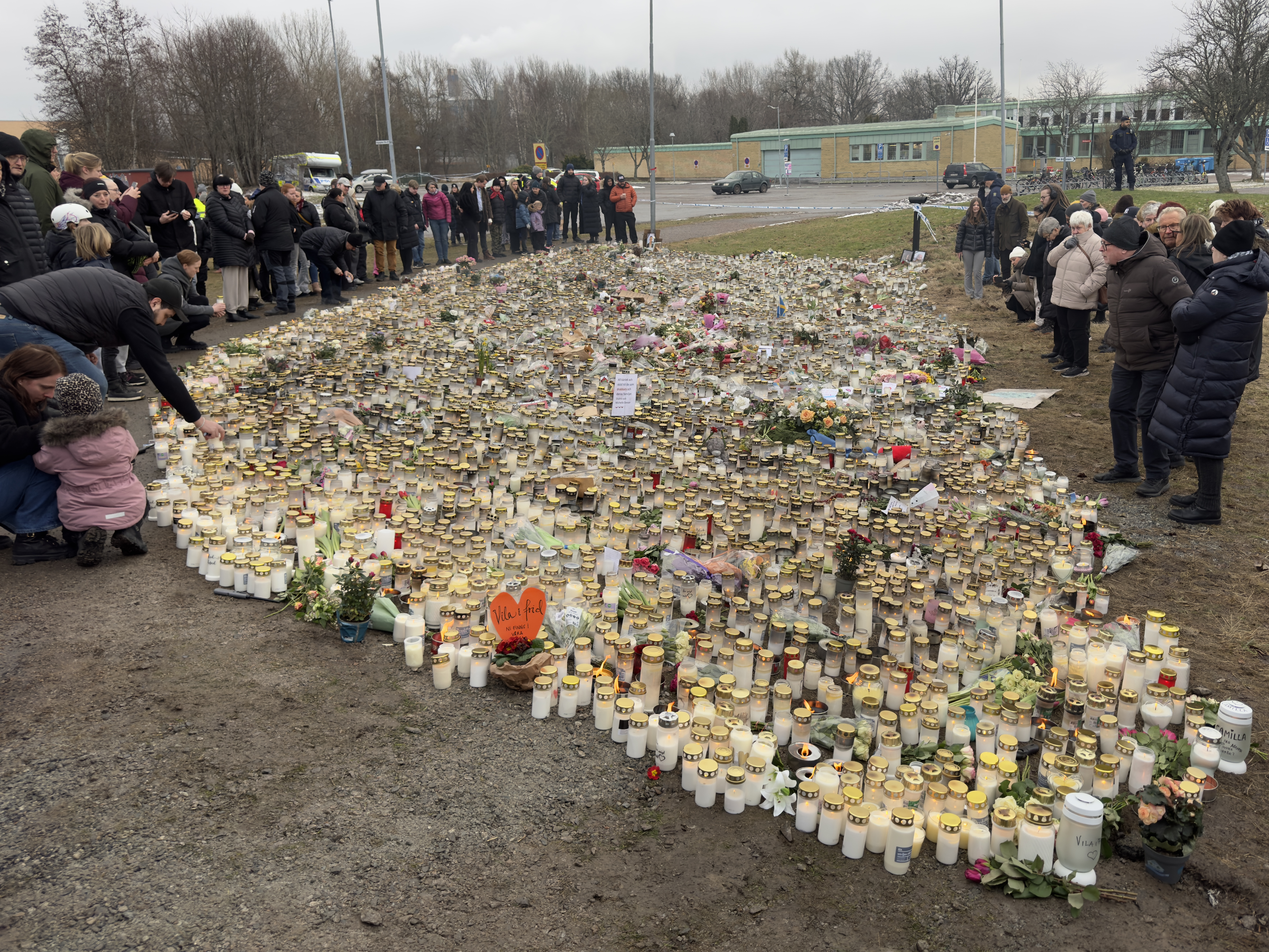
Minnesplats vid utkanten av Campus Risbergska.

Kung Carl XVI Gustaf uttryckte sitt stöd i ett uttalande.
Kung Frederik X av Danmark uttryckte att han var ”djupt förfärad och berörd” över skjutningen och framförde sina ”varmaste tankar och djupaste medkänsla” till kung Carl XVI Gustaf och det svenska folket. Justitieministeriet meddelade dessutom att ingen flaggning ska ske 5 och 6 februari av respekt för offren, trots att dessa datum är officiella flaggdagar i Danmark.
I Finland uttryckte statsminister Petteri Orpo i ett inlägg på medieplattformen X att han och hela landet deltar i sorgen med grannlandet Sverige. President Alexander Stubb avvek från det traditionella protokollet vid riksmötets öppnande den 5 februari genom att vända sig till Sveriges ambassadör Peter Ericson för att å sina och folkets vägnar framföra kondoleanser.
Påve Franciskus uttryckte i ett telegram till Ulf Kristersson sin sorg över det inträffade, och bön om Guds välsignelse till det svenska folket. 
Europeiska kommissionens ordförande Ursula von der Leyen beskrev händelsen som ”verkligen skrämmande” i ett inlägg på medieplattformen X, och fortsatte ”våld och terror har ingen plats i våra samhällen”.
Ukrainas president Volodymyr Zelensky och Frankrikes president Emmanuel Macron uttalade sig om sitt stöd till Sverige.
Natten till onsdagen lyste Öresundsbron i den svenska flaggans färger för att hedra offren.
Den 5 februari, dagen efter skjutningen, hölls en minnesgudstjänst i Sankt Nicolai kyrka i Örebro. Kungaparet, flera partiledare samt allmänheten deltog i ceremonin.
Den 7 februari meddelade regeringen och Sverigedemokraterna med en hänvisning till ”fruktansvärda våldsdådet i Örebro” att de avser skärpa vapenlagstiftningen och begränsa tillgången till halvautomatiska vapen, såsom AR-15.
9 februari 2025 höll statsminister Ulf Kristersson ett tal till nationen om våldsdådet.
En vecka efter dådet, 11 februari 2025, hölls en nationell tyst minut kl 12:00 för att hedra offren.